# Cluse
Pour les articles ayant des titres homophones, voir Cluses et La Cluse (homonymie).

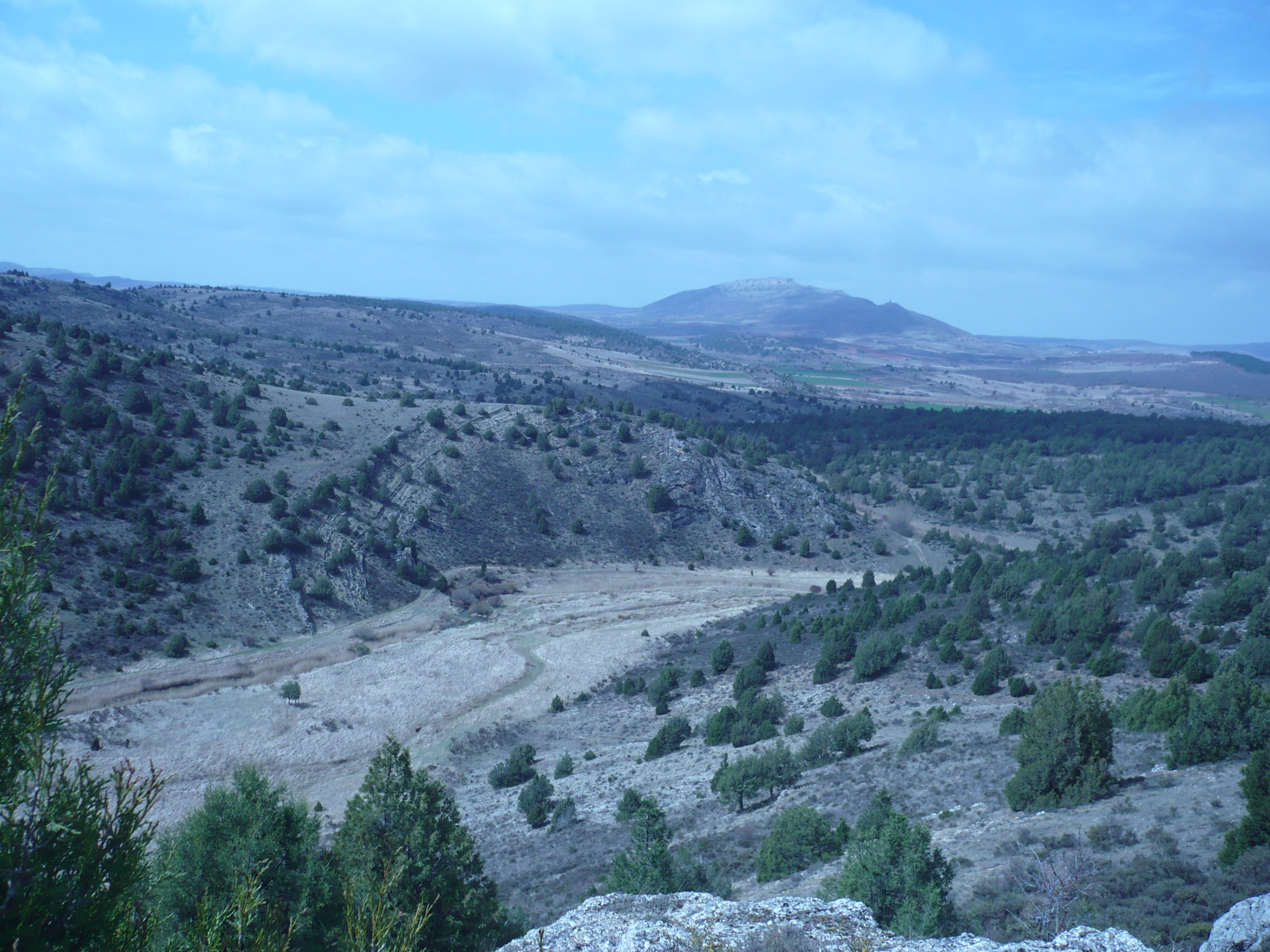
Cluse en Espagne, recoupant un anticlinal.

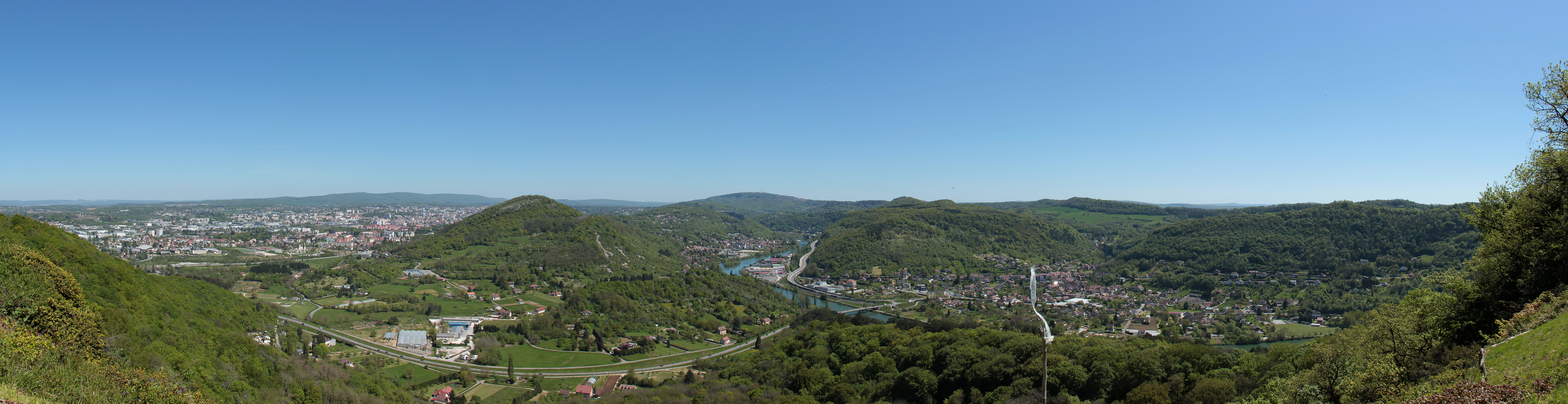
À Besançon, des méandres fossiles du Doubs découpent l'alignement des reliefs de sa rive droite, isolant des collines par un jeu de cluses mortes (double cluse de la Malcombe et de la Roche d'Or).

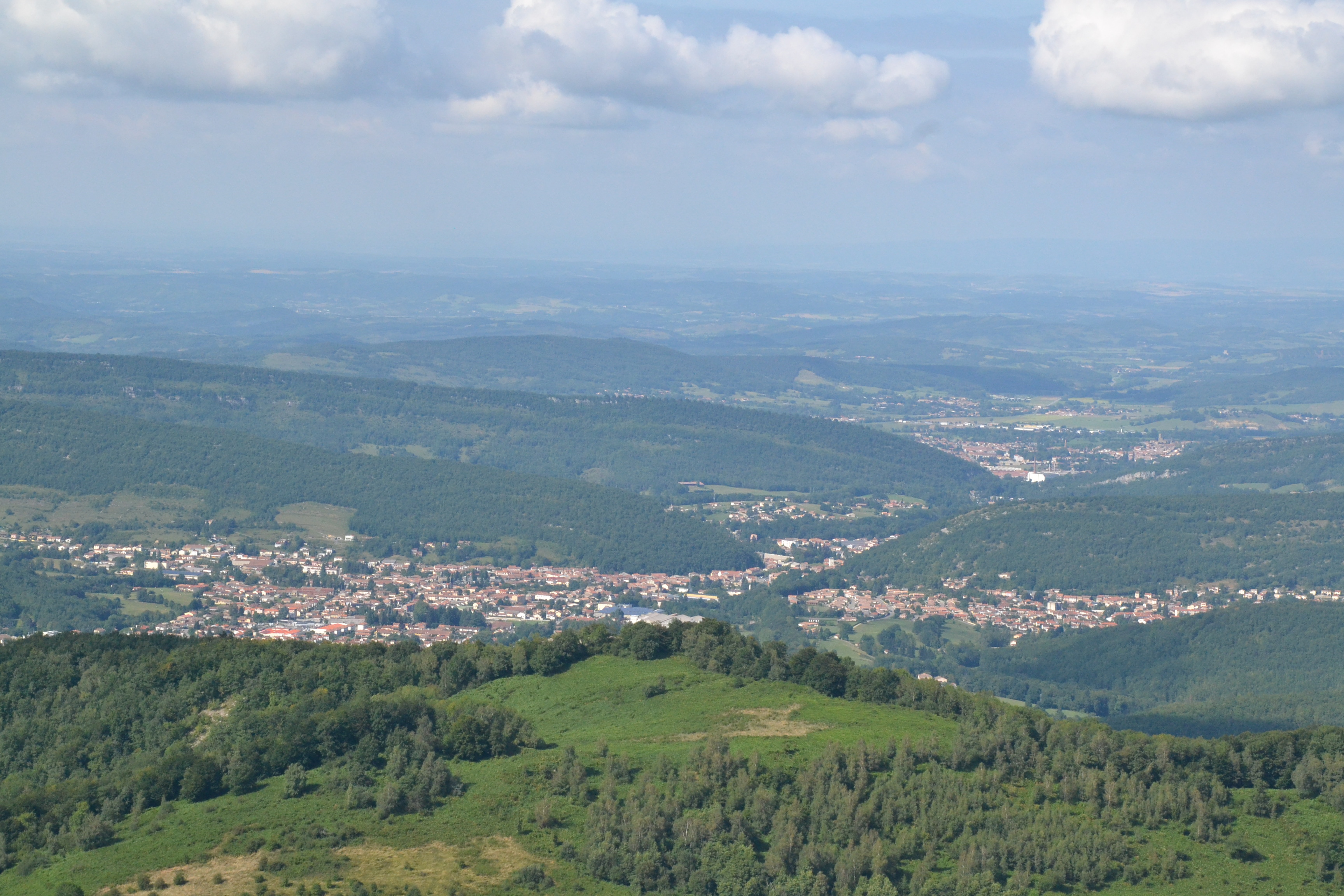
Double cluse creusée par le Touyre, dans le département français de l'Ariège.

Les différentes formes du relief jurassien, dont la cluse.

En géomorphologie, une cluse ou clue, terme moins usité (du latin clusa, issu de claudere, « fermer »), désigne la partie d’une vallée, généralement rétrécie, qui débouche vers l'aval en traversant des couches dures perpendiculairement à leur direction. Elle est généralement creusée dans une montagne par un cours d'eau, perpendiculairement à un plissement des couches géologiques, mettant ainsi au jour sa structure en anticlinal ou en synclinal, en créant une gorge ou un défilé encadré par des escarpements. Certaines cluses, élargies par le passage d'un glacier lors des glaciations, ont des tailles pouvant atteindre dix kilomètres de largeur. C’est le cas en France de la cluse de Voreppe en Isère qui marque l’entrée de la vallée de Grenoble entre les massifs du Vercors et de la Chartreuse.
Par opposition à la cluse active dite aussi cluse vive, une cluse morte, ou cluse fossile, n'est plus traversée par une rivière ou un fleuve dont le cours a été détourné.

## Caractéristiques
Les cluses se rencontrent essentiellement dans des massifs calcaires. Une cluse permet généralement de passer d’un val à un autre sans devoir emprunter un col. Ainsi, créant des voies naturelles de communication, les cluses ont permis la création de villages ou de villes à leurs débouchés ou dans des vals difficilement accessibles par d’autres voies. Certaines de ces villes ou villages portent un nom dérivé de cette formation géologique.

## Formation
Une cluse peut se former de plusieurs manières. 
La première sous-tend la formation d'une cluse par antécédence d'un cours d'eau. En d’autres termes, le cours d’eau, présent avant le soulèvement d’un relief, est assez puissant pour inciser les roches sédimentaires sur son tracé.
Le second type de formation d’une cluse se caractérise par la capture d’un ruz par un autre, via parfois un cours d’eau mis en place au sein d’une combe.

## Cluses connues

### En Afrique du Sud
- Meiringspoort

### Aux États-Unis
- Cumberland Gap
- Gorge du Columbia
- Wallula Gap

### En France
- Clue de Barles (Bès)
- Clue de Pérouré
- Cluse de Voreppe (Isère)
- La Clusaz (Nom)
- Cluse de l'Arve (Arve)
- Le Boël (sur la Vilaine)
- La cluse des Hôpitaux (cluse morte)
- Cluse de Chambéry (cluse morte)
- Cluse de Nantua  (cluse morte)
- Défilé de l'Écluse (Rhône)
- Cluse d'Entreportes (commune de Lent)
- Gorges du Val du Fier
- Défilé de Pierre-Châtel
- Double cluse du Plantaurel (Touyre)
- Double cluse de l'Agly (Clue de la Fou et Gorges de Galamus)

### En Italie
- Cluse de Vérone

### En Roumanie
- Col Turnu Roșu